# Vladímir Lébedev
Vladímir Lébedev   (Taixkent, 23 d'abril de 1984) és un esquiador rus, especialista en esquí acrobàtic, ja retirat, que va competir a començament del segle xxi.
El 2002 va prendre part en els Jocs Olímpics d'Hivern de Salt Lake City, on fou catorzè en la prova de salts acrobàtics del programa d'esquí acrobàtic. Quatre anys més tard, als Jocs de Torí, va guanyar la medalla de bronze en la mateixa prova.